# Elegia deusta
Elegia deusta är en gräsväxtart som först beskrevs av Christen Friis Rottbøll, och fick sitt nu gällande namn av Carl Sigismund Kunth. Elegia deusta ingår i släktet Elegia och familjen Restionaceae. Inga underarter finns listade i Catalogue of Life.